# Shimun XII
Shimun (... – 1662) è stato il settimo patriarca della Chiesa caldea con il nome di Shimun XII.
Fu l'ultimo patriarca cattolico della serie dei Simoniti (1553-1662).

## Biografia
Poco si conosce della vita di questo patriarca cattolico. Eletto nel 1656 secondo il principio del sistema ereditario, per cui il nuovo patriarca veniva scelto tra i familiari del patriarca defunto, succedette a Shimun XI.
Inviò a Roma una professione di fede nel 1658, ma non si conosce l'esito di questa iniziativa e non ci sono prove della conferma papale della sua elezione. Tfinkdji e Tisserant tuttavia lo elencano fra i patriarchi cattolici. In una lettera del 1661 allo scià di Persia Abbas II e a Shimun XII, papa Alessandro VII assicura i servigi del vescovo latino di Ispahan per aiutare i cattolici caldei del regno.
Per Tfinkdji, sede patriarcale era la città persiana di Urmia. Secondo Murre-Vandenberg invece Shimun XII aveva la sua sede in Khosrau Abad (Khosrowa).
Morì nel 1662 e gli succedette Shimun XIII, il quale, secondo quanto riportano Tfinkdji e Tisserant, ruppe la comunione con la Santa Sede e spostò la sua sede a Qochanis.